# Penaea cneorum
Penaea cneorum är en tvåhjärtbladig växtart. Penaea cneorum ingår i släktet Penaea och familjen Penaeaceae.

## Underarter
Arten delas in i följande underarter:
- P. c. cneorum
- P. c. gigantea
- P. c. lanceolata
- P. c. ovata
- P. c. ruscifolia